# 鹊肾树
鹊肾树（学名：Streblus asper）为桑科鹊肾树属下的一个种，分佈於東南亞、印度和斯里蘭卡。

## 扩展阅读
- 維基物種上的相關：鹊肾树